# Harry Redknapp
Henry James „Harry” Redknapp (ur. 2 marca 1947 w Londynie) – angielski trener piłkarski i piłkarz grający na pozycji pomocnika. Jest ojcem Jamiego Redknappa i wujkiem Franka Lamparda.

## Życiorys
Podczas piłkarskiej kariery Harry grał w takich zespołach jak West Ham United, A.F.C. Bournemouth i Brentford F.C. Po zakończeniu kariery został trenerem. Pierwszą drużynę Tottenhamu Hotspur prowadził od 25 października 2008 do 13 czerwca 2012 r. Wcześniej pełnił funkcję szkoleniowca w takich klubach jak West Ham United, Southampton F.C. czy Portsmouth F.C. 7 września 2012 został zatrudniony w charakterze doradcy w Bournemouth. 24 listopada 2012 po zwolnieniu Marka Hughesa został nowym trenerem Queens Park Rangers